# Kei car

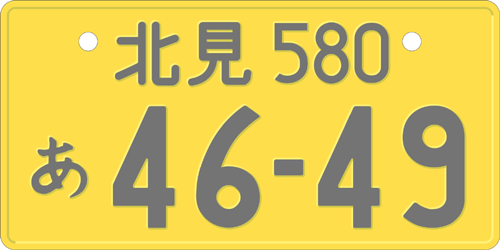
Matricula de kei car privat

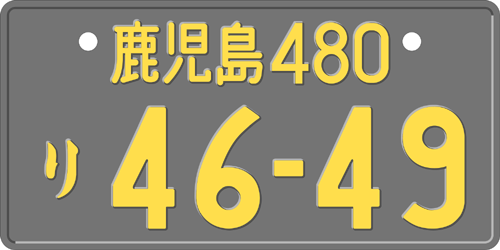
Matricula de kei car comercial

Un kei car o keicar (K-car) (軽自動車, keijidōsha, pronunciat keːdʑidoːɕa), que en català vol dir "automòbil (自動車, jidōsha) lleuger (軽, kei)" també coneguts fora del Japó com a ultramini o microcotxe japonés, és un tipus de classificació d'automòbils al Japó per mida i motorització, en aquest cas el més xicotet permés per a circular per les carreteres del país. Existeixen classificacions similars per als microvolums i els kei trucks. Aquest tipus d'automòbils són l'equivalent generalment del segment A (cotxe urbà) a la Unió Europea.
La classificació de kei car fou creada pel govern japonés l'any 1949 i les regulacions han estat revisades en diverses ocasions des de llavors. Aquestes regulacions especifiquen la mida màxima del vehicle i la cilindrada i potència del motor, fent així que els consumidors puguen gaudir de diversos beneficis fiscals i d'assegurances. En les zones rurals de diverses prefectures aquests vehicles estàn exempts de l'obligació de tindre un lloc d'aparcament.
Els kei car han estat molt exitosos al Japó, arribant a ser més d'un terç de les vendes de cotxes nous al mercat domèstic japonés l'any 2016, tot i haver baixat del rècord del 40% dels vehicles comercialitzats l'any 2013 després que el govern incrementara en un 50% els imposts als kei car l'any 2014. El 2018, set dels deu vehicles més comercialitzats eren kei car, inclosos els quatre més venuts, tots ells microvolums: Honda N-BOX, Suzuki Spacia, Nissan Dayz i Daihatsu Tanto. Isuzu és l'únic fabricant que mai ha produït ni comercialitzat un kei car, ni per a passatgers ni comercial.
No obstant això, als mercats d'exportació, el nínxol dels kei car és massa específic i reduït per a ser profitós. Existeixen excepcions remarcables com el Suzuki Alto, el Daihatsu Cuore i el Suzuki Jimny, que foren exportats amb èxit durant la dècada de 1980 i 1990 del segle XX. Els kei car no només són populars entre la població envellida i rural, sinó també entre els joves degut als seus preus econòmics.
Encara que la majoria de kei car són dissenyats i produïts al Japó, va existir un model de la companyia Smart, l'Smart K que va ser produït amb les especificacions d'un kei per tal d'esser comercialitzat al Japó. El model britànic Caterham 7 600 també ha rebut la qualificació de kei car.

## Normes segons la data
| Data                 | Longitud màxima | Amplada màxima | Alçada màxima | Cilindrada màxima | Cilindrada màxima | Potència màxima |
| Data                 | Longitud màxima | Amplada màxima | Alçada màxima | quatre temps      | dos temps         | Potència màxima |
| -------------------- | --------------- | -------------- | ------------- | ----------------- | ----------------- | --------------- |
| 8 de juliol de 1949  | 2,8 m           | 1,0 m          | 2,0 m         | 150 cc            | 100 cc            | n/a             |
| 26 de juliol de 1950 | 3,0 m           | 1,3 m          | 2,0 m         | 300 cc            | 200 cc            | n/a             |
| 16 d'agost de 1951   | 3,0 m           | 1,3 m          | 2,0 m         | 360 cc            | 240 cc            | n/a             |
| 4 d'abril de 1955    | 3,0 m           | 1,3 m          | 2,0 m         | 360 cc            | 360 cc            | n/a             |
| 1 de gener de 1976   | 3,2 m           | 1,4 m          | 2,0 m         | 550 cc            | 550 cc            | n/a             |
| Març de 1990         | 3,3 m           | 1,4 m          | 2,0 m         | 660 cc            | 660 cc            | 64 CV (47 kW)   |
| 1 d'octubre de 1998  | 3,4 m           | 1,48 m         | 2,0 m         | 660 cc            | 660 cc            | 64 CV (47 kW)   |

## Vendes
| Els 10 automòbils lleugers més venuts (excloent vehicles comercials), 1980–2024 | Els 10 automòbils lleugers més venuts (excloent vehicles comercials), 1980–2024 | Els 10 automòbils lleugers més venuts (excloent vehicles comercials), 1980–2024 | Els 10 automòbils lleugers més venuts (excloent vehicles comercials), 1980–2024 | Els 10 automòbils lleugers més venuts (excloent vehicles comercials), 1980–2024 | Els 10 automòbils lleugers més venuts (excloent vehicles comercials), 1980–2024 | Els 10 automòbils lleugers més venuts (excloent vehicles comercials), 1980–2024 | Els 10 automòbils lleugers més venuts (excloent vehicles comercials), 1980–2024 | Els 10 automòbils lleugers més venuts (excloent vehicles comercials), 1980–2024 | Els 10 automòbils lleugers més venuts (excloent vehicles comercials), 1980–2024 | Els 10 automòbils lleugers més venuts (excloent vehicles comercials), 1980–2024 |   |
| Any                                                                             | Models i posició                                                                | Models i posició                                                                | Models i posició                                                                | Models i posició                                                                | Models i posició                                                                | Models i posició                                                                | Models i posició                                                                | Models i posició                                                                | Models i posició                                                                | Models i posició                                                                |   |
| Any                                                                             | 1r                                                                              | 2n                                                                              | 3r                                                                              | 4t                                                                              | 5è                                                                              | 6è                                                                              | 7è                                                                              | 8è                                                                              | 9è                                                                              | 10è                                                                             |   |
| ------------------------------------------------------------------------------- | ------------------------------------------------------------------------------- | ------------------------------------------------------------------------------- | ------------------------------------------------------------------------------- | ------------------------------------------------------------------------------- | ------------------------------------------------------------------------------- | ------------------------------------------------------------------------------- | ------------------------------------------------------------------------------- | ------------------------------------------------------------------------------- | ------------------------------------------------------------------------------- | ------------------------------------------------------------------------------- | - |
| 1980                                                                            | Suzuki Fronte/Suzuki Alto                                                       | —                                                                               | —                                                                               | —                                                                               | —                                                                               | —                                                                               | —                                                                               | —                                                                               | —                                                                               | —                                                                               |   |
| 1981                                                                            | Suzuki Fronte/Suzuki Alto                                                       | Daihatsu Cuore/Daihatsu Mira                                                    | —                                                                               | —                                                                               | —                                                                               | —                                                                               | —                                                                               | —                                                                               | —                                                                               | —                                                                               |   |
| 1982                                                                            | Suzuki Fronte/Suzuki Alto                                                       | Daihatsu Cuore/Daihatsu Mira                                                    | —                                                                               | —                                                                               | —                                                                               | —                                                                               | —                                                                               | —                                                                               | —                                                                               | —                                                                               |   |
| 1983                                                                            | Suzuki Fronte/Suzuki Alto                                                       | Daihatsu Cuore/Daihatsu Mira                                                    | —                                                                               | —                                                                               | —                                                                               | —                                                                               | —                                                                               | —                                                                               | —                                                                               | —                                                                               |   |
| 1984                                                                            | Suzuki Fronte/Suzuki Alto                                                       | Daihatsu Cuore/Daihatsu Mira                                                    | Mitsubishi Minica                                                               | —                                                                               | —                                                                               | —                                                                               | —                                                                               | —                                                                               | —                                                                               | —                                                                               |   |
| 1985                                                                            | Suzuki Fronte/Suzuki Alto                                                       | Daihatsu Cuore/Daihatsu Mira                                                    | Mitsubishi Minica                                                               | —                                                                               | —                                                                               | —                                                                               | —                                                                               | —                                                                               | —                                                                               | —                                                                               |   |
| 1989                                                                            | Daihatsu Cuore/Daihatsu Mira                                                    | Suzuki Fronte/Suzuki Alto                                                       | Mitsubishi Minica                                                               | Subaru Rex                                                                      | Honda Today                                                                     | —                                                                               | —                                                                               | —                                                                               | —                                                                               | —                                                                               |   |
| 1990                                                                            | Daihatsu Mira                                                                   | Suzuki Alto                                                                     | Mitsubishi Minica                                                               | Subaru Rex                                                                      | Honda Today                                                                     | —                                                                               | —                                                                               | —                                                                               | —                                                                               | —                                                                               |   |
| 1998                                                                            | Suzuki Wagon R                                                                  | Daihatsu Move                                                                   | Suzuki Alto                                                                     | Honda Life                                                                      | Daihatsu Mira                                                                   | Mitsubishi Minica                                                               | Subaru Vivio                                                                    | —                                                                               | —                                                                               | —                                                                               |   |
| 2000                                                                            | Suzuki Wagon R                                                                  | Honda Life                                                                      | Daihatsu Move                                                                   | Daihatsu Mira                                                                   | Suzuki Alto                                                                     | Subaru Pleo                                                                     | Mitsubishi Toppo BJ                                                             | Mitsubishi Minica                                                               | —                                                                               | —                                                                               | — |
| 2001                                                                            | Suzuki Wagon R                                                                  | Honda Life                                                                      | Daihatsu Move                                                                   | Daihatsu Mira                                                                   | Suzuki Alto                                                                     | Subaru Pleo                                                                     | Mitsubishi Toppo BJ                                                             | —                                                                               | —                                                                               | —                                                                               | — |
| 2002                                                                            | Suzuki Wagon R                                                                  | Honda Life                                                                      | Daihatsu Move                                                                   | Mitsubishi eK                                                                   | Daihatsu Mira                                                                   | Subaru Pleo                                                                     | Suzuki MR Wagon                                                                 | Suzuki Alto Lapin                                                               | Suzuki Alto                                                                     | Daihatsu Max                                                                    |   |
| 2003                                                                            | Daihatsu Move                                                                   | Suzuki Wagon R                                                                  | Honda Life                                                                      | Daihatsu Mira                                                                   | Suzuki Alto                                                                     | —                                                                               | —                                                                               | —                                                                               | —                                                                               | —                                                                               |   |
| 2004                                                                            | Suzuki Wagon R                                                                  | Daihatsu Move                                                                   | Suzuki Alto                                                                     | Honda Life                                                                      | Daihatsu Mira                                                                   | Daihatsu Tanto                                                                  | Mitsubishi eK                                                                   | Nissan Moco                                                                     | Subaru R2                                                                       | Honda Vamos                                                                     |   |
| 2005                                                                            | Suzuki Wagon R                                                                  | Daihatsu Move                                                                   | Suzuki Alto                                                                     | Honda Life                                                                      | Daihatsu Mira                                                                   | Daihatsu Tanto                                                                  | Mitsubishi eK                                                                   | Nissan Moco                                                                     | Honda That's                                                                    | Suzuki Kei                                                                      |   |
| 2006                                                                            | Suzuki Wagon R                                                                  | Daihatsu Move                                                                   | Suzuki Alto                                                                     | Daihatsu Tanto                                                                  | Honda Life                                                                      | Daihatsu Mira                                                                   | Honda Zest                                                                      | Mitsubishi eK                                                                   | Nissan Moco                                                                     | Suzuki MR Wagon                                                                 |   |
| 2007                                                                            | Suzuki Wagon R                                                                  | Daihatsu Move                                                                   | Daihatsu Tanto                                                                  | Daihatsu Mira                                                                   | Honda Life                                                                      | Suzuki Alto                                                                     | Nissan Moco                                                                     | Mitsubishi eK                                                                   | Subaru Stella                                                                   | Honda Zest                                                                      |   |
| 2008                                                                            | Suzuki Wagon R                                                                  | Daihatsu Move                                                                   | Daihatsu Tanto                                                                  | Honda Life                                                                      | Daihatsu Mira                                                                   | Suzuki Palette                                                                  | Suzuki Alto                                                                     | Nissan Moco                                                                     | Mitsubishi eK                                                                   | Subaru Stella                                                                   |   |
| 2009                                                                            | Suzuki Wagon R                                                                  | Daihatsu Move                                                                   | Daihatsu Tanto                                                                  | Daihatsu Mira                                                                   | Suzuki Alto                                                                     | Suzuki Palette                                                                  | Honda Life                                                                      | Nissan Roox                                                                     | Honda Zest                                                                      | Nissan Moco                                                                     |   |
| 2010                                                                            | Suzuki Wagon R                                                                  | Daihatsu Tanto                                                                  | Daihatsu Move                                                                   | Suzuki Alto                                                                     | Daihatsu Mira                                                                   | Suzuki Palette                                                                  | Honda Life                                                                      | Nissan Moco                                                                     | Nissan Roox                                                                     | Honda Zest                                                                      |   |
| 2011                                                                            | Suzuki Wagon R                                                                  | Daihatsu Move                                                                   | Daihatsu Tanto                                                                  | Daihatsu Mira                                                                   | Suzuki Alto                                                                     | Honda Life                                                                      | Nissan Moco                                                                     | Suzuki Palette                                                                  | Nissan Roox                                                                     | Mitsubishi eK                                                                   |   |
| 2012                                                                            | Daihatsu Mira                                                                   | Honda N-Box                                                                     | Suzuki Wagon R                                                                  | Daihatsu Tanto                                                                  | Daihatsu Move                                                                   | Suzuki Alto                                                                     | Nissan Moco                                                                     | Suzuki Palette                                                                  | Nissan Roox                                                                     | Honda Life                                                                      |   |
| 2013                                                                            | Honda N-Box                                                                     | Daihatsu Move                                                                   | Suzuki Wagon R                                                                  | Daihatsu Mira                                                                   | Daihatsu Tanto                                                                  | Suzuki Alto                                                                     | Honda N-One                                                                     | Suzuki Spacia                                                                   | Nissan Dayz                                                                     | Nissan Moco                                                                     |   |
| 2014                                                                            | Daihatsu Tanto                                                                  | Honda N-Box                                                                     | Suzuki Wagon R                                                                  | Nissan Dayz                                                                     | Honda N-WGN                                                                     | Daihatsu Mira                                                                   | Daihatsu Move                                                                   | Suzuki Spacia                                                                   | Suzuki Alto                                                                     | Suzuki Hustler                                                                  |   |
| 2015                                                                            | Honda N-Box                                                                     | Daihatsu Tanto                                                                  | Nissan Dayz                                                                     | Daihatsu Move                                                                   | Suzuki Alto                                                                     | Suzuki Wagon R                                                                  | Honda N-WGN                                                                     | Suzuki Hustler                                                                  | Daihatsu Mira                                                                   | Suzuki Spacia                                                                   |   |
| 2016                                                                            | Honda N-Box                                                                     | Daihatsu Move                                                                   | Nissan Dayz                                                                     | Daihatsu Tanto                                                                  | Suzuki Alto                                                                     | Honda N-WGN                                                                     | Suzuki Hustler                                                                  | Suzuki Spacia                                                                   | Daihatsu Mira                                                                   | Suzuki Wagon R                                                                  |   |
| 2017                                                                            | Honda N-Box                                                                     | Daihatsu Move                                                                   | Daihatsu Tanto                                                                  | Nissan Dayz                                                                     | Suzuki Wagon R                                                                  | Suzuki Spacia                                                                   | Daihatsu Mira                                                                   | Suzuki Alto                                                                     | Honda N-WGN                                                                     | Suzuki Hustler                                                                  |   |
| 2018                                                                            | Honda N-Box                                                                     | Suzuki Spacia                                                                   | Nissan Dayz                                                                     | Daihatsu Tanto                                                                  | Daihatsu Move                                                                   | Daihatsu Mira                                                                   | Suzuki Wagon R                                                                  | Suzuki Hustler                                                                  | Suzuki Alto                                                                     | Honda N-WGN                                                                     |   |
| 2019                                                                            | Honda N-Box                                                                     | Daihatsu Tanto                                                                  | Suzuki Spacia                                                                   | Nissan Dayz                                                                     | Daihatsu Move                                                                   | Daihatsu Mira                                                                   | Suzuki Wagon R                                                                  | Suzuki Alto                                                                     | Suzuki Hustler                                                                  | Mitsubishi eK                                                                   |   |
| 2020                                                                            | Honda N-Box                                                                     | Suzuki Spacia                                                                   | Daihatsu Tanto                                                                  | Daihatsu Move                                                                   | Nissan Dayz                                                                     | Suzuki Hustler                                                                  | Daihatsu Mira                                                                   | Nissan Roox                                                                     | Honda N-WGN                                                                     | Suzuki Wagon R                                                                  |   |
| 2021                                                                            | Honda N-Box                                                                     | Suzuki Spacia                                                                   | Daihatsu Tanto                                                                  | Daihatsu Move                                                                   | Nissan Roox                                                                     | Suzuki Hustler                                                                  | Suzuki Wagon R                                                                  | Daihatsu Mira                                                                   | Daihatsu Taft                                                                   | Suzuki Alto                                                                     |   |
| 2022                                                                            | Honda N-Box                                                                     | Daihatsu Tanto                                                                  | Suzuki Spacia                                                                   | Daihatsu Move                                                                   | Suzuki Wagon R                                                                  | Nissan Roox                                                                     | Suzuki Hustler                                                                  | Suzuki Alto                                                                     | Daihatsu Mira                                                                   | Daihatsu Taft                                                                   |   |
| 2023                                                                            | Honda N-Box                                                                     | Daihatsu Tanto                                                                  | Suzuki Spacia                                                                   | Daihatsu Move                                                                   | Suzuki Hustler                                                                  | Suzuki Wagon R                                                                  | Nissan Roox                                                                     | Suzuki Alto                                                                     | Daihatsu Mira                                                                   | Daihatsu Taft                                                                   |   |
| 2024                                                                            | Honda N-Box                                                                     | Suzuki Spacia                                                                   | Daihatsu Tanto                                                                  | Suzuki Hustler                                                                  | Suzuki Wagon R                                                                  | Nissan Roox                                                                     | Suzuki Alto                                                                     | Mitsubishi eK                                                                   | Nissan Days                                                                     | Daihatsu Mira                                                                   |   |
|                                                                                 | 1r                                                                              | 2n                                                                              | 3r                                                                              | 4t                                                                              | 5è                                                                              | 6è                                                                              | 7è                                                                              | 8è                                                                              | 9è                                                                              | 10è                                                                             |   |

## Tipus dekei car
| Berlina Kei (軽セダン)       | Suzuki Alto Lapin | - 2/3/4/5 Portes | Coupé Kei (軽クーペ)        | Subaru R1    | - 2/3 Portes |
| Bonnet Van (軽ボンバン)      | Suzuki Alto Van   | - 3/5 Portes     | Tall Wagon (軽トールワゴン) | Honda N-BOX  | - 5 Portes   |
| Kei One Box (軽ワンボックス) | Daihatsu Atrai    | - 5 Portes       | Kei Truck (軽トラック)      | Suzuki Carry | - 2 Portes   |

## Models en producció

### Base Suzuki
| Suzuki Alto | Suzuki Lapin                                                    | Suzuki Wagon R | Suzuki Spacia         |
| --- | --------------------------------------------------------------- | -------------- | --------------------- |
| |                                                                 |                |                       |
| Des de 2014 | Des de 2015                                                     | Des de 2017    | Des de 2017           |
| Mazda Carol |                                                                 | Mazda Flair    | Mazda Flair Wagon     |
| Suzuki Every | Suzuki Carry                                                    | Suzuki Jimny   | Suzuki Hustler        |
| |                                                                 |                |                       |
| Des de 2015 | Des de 2013                                                     | Des de 2018    | Des de 2020           |
| Mazda Scrum Van Mazda Scrum Wagon Nissan NV100 Clipper " NV100 Clipper Rio Mitsubishi Minicab Mitsubishi Town Box | Mazda Scrum Truck Nissan NT100 Clipper Mitsubishi Minicab Truck |                | Mazda Flair Crossover |

### Base Daihatsu
| Daihatsu Mira e:S                   | Daihatsu Mira Tocot | Daihatsu Move                                     | Daihatsu Move Canbus |
| ----------------------------------- | ------------------- | ------------------------------------------------- | -------------------- |
|                                     |                     |                                                   |                      |
| Des de 2017                         | Des de 2018         | Des de 2014                                       | Des de 2016          |
| Subaru Pleo Plus Toyota Pixis Epoch |                     | Subaru Stella                                     |                      |
| Daihatsu Tanto                      | Daihatsu Atrai      | Daihatsu Hijet                                    | Daihatsu Wake        |
|                                     |                     |                                                   |                      |
| Des de 2019                         | Des de 2005         | Des de 2004                                       | Des de 2014          |
| Subaru Chiffon                      |                     | Subaru Sambar Toyota Pixis Van Toyota Pixis Truck | Toyota Pixis Mega    |
| Daihatsu Copen                      | Daihatsu Cast       | Daihatsu Taft                                     |                      |
|                                     |                     |                                                   |                      |
| Des de 2014                         | Des de 2015         | Des de 2020                                       |                      |
| Copen GR Sport                      | Toyota Pixis Joy    |                                                   |                      |

### Base Honda
| Honda N-BOX | Honda N-ONE | Honda N-WGN | Honda N-VAN |
| ----------- | ----------- | ----------- | ----------- |
|             |             |             |             |
| Des de 2017 | Des de 2020 | Des de 2019 | Des de 2018 |
|             |             |             |             |
| Honda S660  |             |             |             |
|             |             |             |             |
| Des de 2015 |             |             |             |
|             |             |             |             |

### Base Mitsubishi
| Mitsubishi eK Wagon | Mitsubishi eK Space | Mistubishi Minicab MiEV |
| ------------------- | ------------------- | ----------------------- |
|                     |                     |                         |
| Des de 2019         | Des de 2020         | Des de 2011             |
| Nissan Dayz         | Nissan Roox         |                         |